# Episodi di Sherlock Holmes e il dottor Watson
La prima e unica stagione della serie televisiva Sherlock Holmes e il dottor Watson, composta da 24 episodi da 25 minuti, è stata trasmessa per la prima volta negli Stati Uniti dal 1979 al 1980.
| n° | Titolo originale                        | Titolo italiano              | Prima TV USA | Prima TV Italia |
| -- | --------------------------------------- | ---------------------------- | ------------ | --------------- |
| 1  | A Motive for Murder                     | Un movente per uccidere      | 1979         |                 |
| 2  | The Case of the Speckled Band           | Il caso del cordone maculato | 1979         |                 |
| 3  | Murder on a Midsummer's Eve             | Omicidio di mezza estate     | 1979         |                 |
| 4  | Four Minus Four Is One                  | Quattro meno quattro fa uno  | 1979         |                 |
| 5  | The Case of the Perfect Crime           | Il caso del crimine perfetto | 1979         |                 |
| 6  | The Case of Harry Rigby                 | Il caso di Herry Rigby       | 1979         |                 |
| 7  | Blind Man's Bluff                       | L'inganno del cieco          | 1979         |                 |
| 8  | A Case of High Security                 | Un caso di alta sicurezza    | 1979         |                 |
| 9  | The Case of Harry Crocker               | Il caso di Harry Crocker     | 1979         |                 |
| 10 | The Case of the Deadly Prophecy         | La profezia mortale          | 1979         |                 |
| 11 | The Case of the Baker Street Nursemaids | Il sequestro Montheron       | 1979         |                 |
| 12 | The Case of the Purloined Letter        | La lettera rubata            | 1979         |                 |
| 13 | The Case of the Travelling Killer       | Il killer viaggiante         | 1980         |                 |
| 14 | The Case of the Sitting Target          | Il caso del bersaglio seduto | 1980         |                 |
| 15 | The Case of the Final Curtain           | L'ultimo atto                | 1980         |                 |
| 16 | The Case of the Three Uncles            | Il caso dei tre zii          | 1980         |                 |
| 17 | The Case of the Body in the Case        | Il caso del corpo nel baule  | 1980         |                 |
| 18 | The Case of the Deadly Tower            | Il caso della torre mortale  | 1980         |                 |
| 19 | The Case of Smith & Smythe              | Il Signor Smithe & Smithe    | 1980         |                 |
| 20 | The Case of the Luckless Gambler        | Il giocatore sfortunato      | 1980         |                 |
| 21 | The Case of the Shrunken Heads          | Le teste rimpicciolite       | 1980         |                 |
| 22 | The Case of Magruder's Millions         | I milioni di Magruder        | 1980         |                 |
| 23 | The Case of the Other Ghost             | L'altro fantasma             | 1980         |                 |
| 24 | The Case of the Close-Knit Family       | Il rubino indiano            | 1980         |                 |

## Un movente per uccidere
- Titolo originale: A Motive for Murder
- Diretto da: Freddie Francis
- Soggetto di: Sheldon Reynolds
- Altri attori: Bernard Bresslaw (Smythe), Tommy Godfrey (Smith), Shelagh McLeod (Jane), Keith Skinner (John), Norman Bird (Anthony Denham), Julian Fellowes (Peter Clifford), Janet Spencer-Turner (Andrea)

## Il caso del cordone maculato
- Titolo originale: The Case of the Speckled Band
- Diretto da: Sheldon Reynolds
- Soggetto di: Michael Allen
- Altri attori: Wladyslaw Baranski (Anton), Jack Recknitz (The Count), Melissa Stribling (Dora Langley), Victoria Tennant (Helen Stoner), Kay Walsh (Mrs. Hudson)

## Omicidio di mezza estate
- Titolo originale: Murder on a Midsummer's Eve
- Diretto da: Sheldon Reynolds
- Soggetto di: Michael Allen, Adam Bishop (Robin Bishop)
- Altri attori: Sue Lloyd (Elizabeth Neale), Colette Gleeson (Lady Warminster), Robin Parkinson (Albert Neale), Sally Travers (Mary Mulligan)

## Quattro meno quattro fa uno
- Titolo originale: Four Minus Four Is One
- Diretto da: Sheldon Reynolds
- Soggetto di: Ian Bishop (Robin Bishop)
- Altri attori: Anne Maxwell (Susan Taunton), Geoffrey Russell (Professor Martin), Robin Scobey (Paul Devon), William Morgan Sheppard (Mischkin)

## Il caso del crimine perfetto
- Titolo originale: The Case of the Perfect Crime
- Diretto da: Roy Stevens
- Soggetto di: Joe Morheim
- Altri attori: Geoffrey Russell (Commissioner), Iain Rattray (Toby Judson), Robert Goody (Dottor Alfred Fishblade), Oliver Maguire (Young Man)

## Il caso di Herry Rigby
- Titolo originale: The Case of Harry Rigby
- Diretto da: Val Guest
- Soggetto di: Sheldon Reynolds, Ray Allen
- Altri attori: Cheryl Kennedy (Mrs. Sarah Bailey)

## L'inganno del cieco
- Titolo originale: Blind Man's Bluff
- Diretto da: Peter Sasdy
- Soggetto di: Lou Morheim, Robin Bishop
- Altri attori: John Carson (Vickers), Paul Hardwick (Dr. Jonas), Stanislaw Brejdygant (Captain Pitt)

## Un caso di alta sicurezza
- Titolo originale: A Case of High Security
- Diretto da: Roy Ward Baker
- Soggetto di: Robin Bishop
- Altri attori: Derek Bond (Sir Charles Liley), Julian Fellowes (Chapman)

## Il caso di Harry Crocker
- Titolo originale: The Case of Harry Crocker
- Diretto da: Freddie Francis
- Soggetto di: Harold Jack Bloom, Robin Bishop
- Altri attori: John Judd (Harry Crocker), Stacy Dorning (Miss Za-Za), Robert Gillespie (Charlie Willis), William Morgan Sheppard (Man in the Morgue)

## La profezia mortale
- Titolo originale: The Case of the Deadly Prophecy
- Diretto da: Freddie Francis
- Soggetto di: George Fass, Gertrude Fass
- Altri attori: Juliusz Berger (Henri Carolan), Stanislaw Brejdygant (Dr. Dimanche), Maria Mamona (Marie Grande), Massimo Serato (Count Passevant), Joanna Poraska (Mme. Soule)

## Il sequestro Montheron
- Titolo originale: The Case of the Baker Street Nursemaids
- Diretto da: Val Guest
- Soggetto di: Joseph Victor
- Altri attori: Brian Hawksley (Butler), Massimo Serato (Count Tennow), Józef Para (Lorenz), Jan Piechocinski (Dr. Monteron), Elzbieta Tupiak (Mme. Monteron)

## La lettera rubata
- Titolo originale: The Case of the Purloined Letter
- Diretto da: Val Guest
- Soggetto di: Sheldon Reynolds, George Fowler
- Altri attori: Richard Greene (Lord Brompton), Tony Caunter (David Ballard), Arnold Diamond (Dr. Sergius)

## Il killer viaggiante
- Titolo originale: The Case of the Travelling Killer
- Diretto da: Val Guest
- Soggetto di: George Fowler
- Altri attori: Jack Recknitz (Jake), Caroline Ellis (Theresa)

## Il caso del bersaglio seduto
- Titolo originale: The Case of the Sitting Target
- Diretto da: Aurelio Crugnola
- Soggetto di: Sheldon Reynolds
- Altri attori: Tony Caunter (Peter Channing), Glynis Barber (Sophie)

## L'ultimo atto
- Titolo originale: The Case of the Final Curtain
- Diretto da: Val Guest
- Soggetto di: Joe Morhaim (Joe Morheim)
- Altri attori: Philip Gilbert (Mr. Brighton), Peter Lukas (Langley Priam), Patsy Smart (Mrs. Chivvey), Clifford Mollison (Carstairs), Robin Halstead (Pettyfoot)

## Il caso dei tre zii
- Titolo originale: The Case of the Three Uncles
- Diretto da: Val Guest
- Soggetto di: Michael Allen
- Altri attori: Catriona MacColl (Helen Grey), Glynis Barber (Meredith Stanhope), Barry Stokes (Everett Stanhope), Czeslaw Jaroszynski (Alexander Stanhope)

## Il caso del corpo nel baule
- Titolo originale: The Case of the Body in the Case
- Diretto da: Roy Ward Baker
- Soggetto di: Tudor Gates
- Altri attori: George Mikell (Hugo Verner), Marianne Lawrence (Helen)

## Il caso della torre mortale
- Titolo originale: The Case of the Deadly Tower
- Diretto da: Roy Ward Baker
- Soggetto di: Joe Morhaim (Joe Morheim)
- Altri attori: Geoffrey Bayldon (Morton Hadlock), Jestyn Phillips (Dr. Rinaldo), Catherine Schell (Lady Sylvia Tarleton)

## Il Signor Smithe & Smithe
- Titolo originale: The Case of Smith & Smythe
- Diretto da: Roy Ward Baker
- Soggetto di: Sheldon Reynolds, Joe Morhaim (Joe Morheim)
- Altri attori: Bernard Bresslaw (Smythe), Tommy Godfrey (Smith), Shelagh McLeod (Jane Smith), Keith Skinner (John Smythe)

## Il giocatore sfortunato
- Titolo originale: The Case of the Luckless Gambler
- Diretto da: Roy Ward Baker
- Soggetto di: Joe Morhaim (Joe Morheim)
- Altri attori: Derren Nesbitt (George Wharton), Tommy Godfrey (Jack Driscoll), Lee Whitlock (Christopher Wharton), Michael Crane (Powerhouse Percy)

## Le teste rimpicciolite
- Titolo originale: The Case of the Shrunken Heads
- Diretto da: Val Guest
- Soggetto di: Tudor Gates
- Altri attori: Simon Oates (James McIntyre), Richard Hunter (Freddy McIntyre)

## I milioni di Magruder
- Titolo originale: The Case of Magruder's Millions
- Diretto da: Val Guest
- Soggetto di: Joe Morhaim (Joe Morheim)
- Altri attori: Eric Francis (Malcolm Magruder), Sue Lloyd (Miss Collins), David Buck (Chesney), James Bree (Butler)

## L'altro fantasma
- Titolo originale: The Case of the Other Ghost
- Diretto da: Val Guest
- Soggetto di: Tudor Gates
- Altri attori: Godfrey Talbot (Sir Charles Kindersley), Michael Sheard (Butler), Laura Lacz (Lady Sarah Kindersley)

## Il rubino indiano
- Titolo originale: The Case of the Close-Knit Family
- Diretto da: Sheldon Reynolds
- Soggetto di: Andrea Reynolds
- Altri attori: Janet Spencer-Turner (Miss Ryland), Sally Travers (Lady Noell), Godfrey Talbot (Sir Oliver)